# 장 뒤뷔페

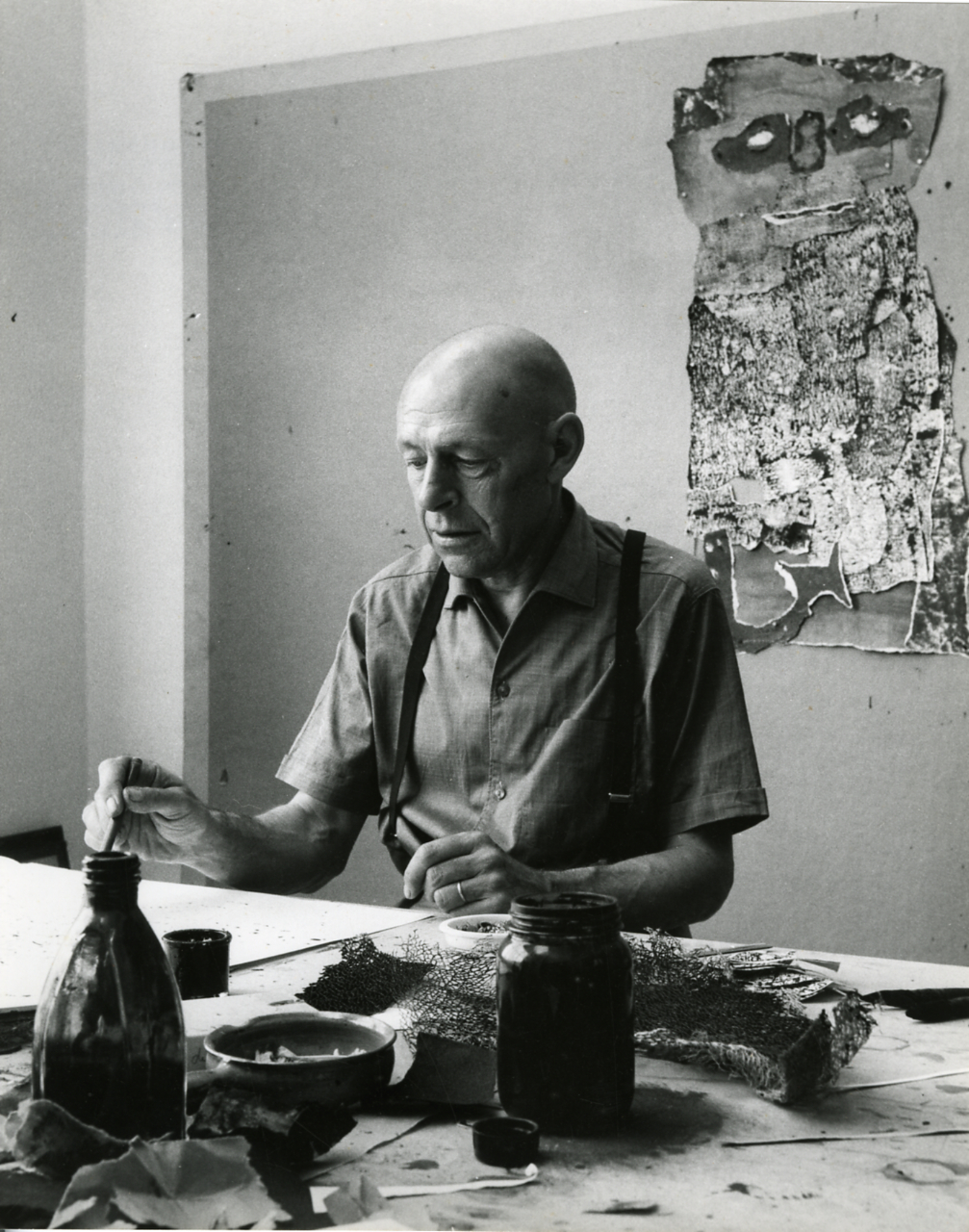

장 뒤뷔페(Jean Dubuffet, 본명: Jean Philippe Arthur Dubuffet, 1901년 7월 31일 ~ 1985년 5월 12일)는 프랑스의 화가이자 조각가이다. 이른바 저급 예술(low art)의 미학에 다가갔다.
르아브르에서 부유한 부르주아 가정의 와인 상인에게서 태어났다. 어릴적 친구들로는 작가 레몽 크노, 조르주 랭부르가 있다. 1918년 프랑스 파리로 건너가서 줄리안느 아카데미에서 회화를 공부하였으며 예술가 후안 그리스, 앙드레 마송, 페르낭 레제와 가까운 친구가 되었다. 6개월이 지나 학술 훈련이 자신의 입맛에 맞지 않음을 깨닫고 나서 아카데미를 떠나 홀로 공부하기 시작했다.